# Echinaster
Genre
Echinaster est un genre d'étoiles de mer (Asteroidea), de la famille des Echinasteridae.

## Description et caractéristiques
Ce sont des étoiles de taille moyenne à grande, pourvues généralement de 5 bras (parfois plus ou légèrement moins) cylindriques, souvent rugueuses au toucher du fait de leur squelette constitué de piquants irréguliers, plus ou moins enfoncés sous l'épiderme. Les bras ne présentent pas de marge distincte entre les faces orale et aborale. 

## Liste d'espèces

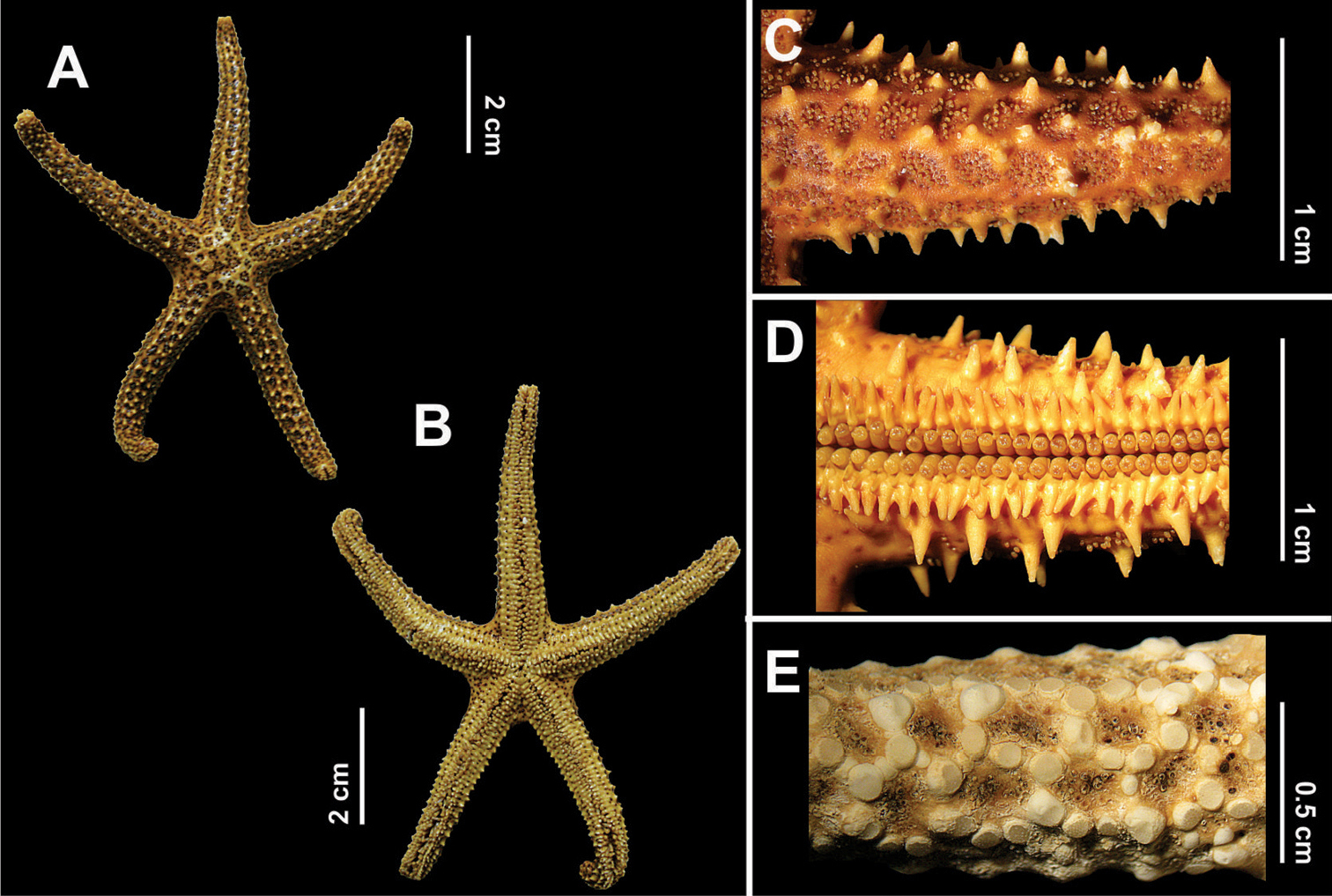
Echinaster brasiliensis (spécimen de muséum).

| Selon World Register of Marine Species (18 décembre 2013) : - Sous-genre Echinaster (Echinaster) Müller & Troschel, 1840 - Echinaster modestus Perrier, 1881 -- Caraïbes - Echinaster reticulatus H.L. Clark, 1923 -- Atlantique sud-est - Echinaster sepositus (Retzius, 1783) -- Étoile de mer rouge (Méditerranée)... - Echinaster arcystatus H.L. Clark, 1914 -- Australie du sud-est - Echinaster callosus Marenzeller, 1895 -- Indo-Pacifique tropical - Echinaster colemani Rowe & Albertson, 1987 -- Sud-est de l'Australie - Echinaster cylindricus Meissner, 1892 -- Pérou - Echinaster farquhari Benham, 1909 -- Nouvelle-Zélande - Echinaster glomeratus H.L. Clark, 1916 -- Australie du sud - Echinaster luzonicus (Gray, 1840) -- Pacifique tropical - Echinaster panamensis Leipoldt, 1895 -- Panama - Echinaster parvispinus A.H. Clark, 1916 -- Golfe de Californie - Echinaster purpureus (Gray, 1840) -- Océan Indien - Echinaster smithi Ludwig, 1903 -- Antarctique - Echinaster stereosomus Fisher, 1913 -- Philippines - Echinaster superbus H.L. Clark, 1916 -- Australie (nord-ouest) - Echinaster varicolor H.L. Clark, 1938 -- Nouvelle-Calédonie et Australie - Sous-genre Echinaster (Othilia) Gray, 1840 - Echinaster aculeata (Gray, 1840) -- Costa Rica et Nicaragua - Echinaster brasiliensis Müller & Troschel, 1842 -- Caraïbes - Echinaster echinophorus (Lamarck, 1816) -- Caraïbes - Echinaster graminicola Campbell & Turner, 1984 -- Caraïbes - Echinaster guyanensis A.M. Clark, 1987 -- Caraïbes - Echinaster paucispinus A.M. Clark, 1987 -- Caraïbes - Echinaster sentus (Say, 1825) -- Caraïbes - Echinaster serpentarius Müller & Troschel, 1842 -- Caraïbes - Echinaster spinulosus Verrill, 1869 -- Caraïbes - Echinaster tenuispinus Verrill, 1871 -- Caraïbes | Selon ITIS (18 décembre 2013) : - Echinaster brasiliensis - Echinaster echinophorus Lamarck, 1816 - Echinaster modestus Perrier, 1881 - Echinaster sentus (Say) - Echinaster sepositus (Retzius, 1783) — Étoile de mer rouge - Echinaster serpentarius Müller et Troschel, 1842 - Echinaster spinulosus Verrill, 1869 |

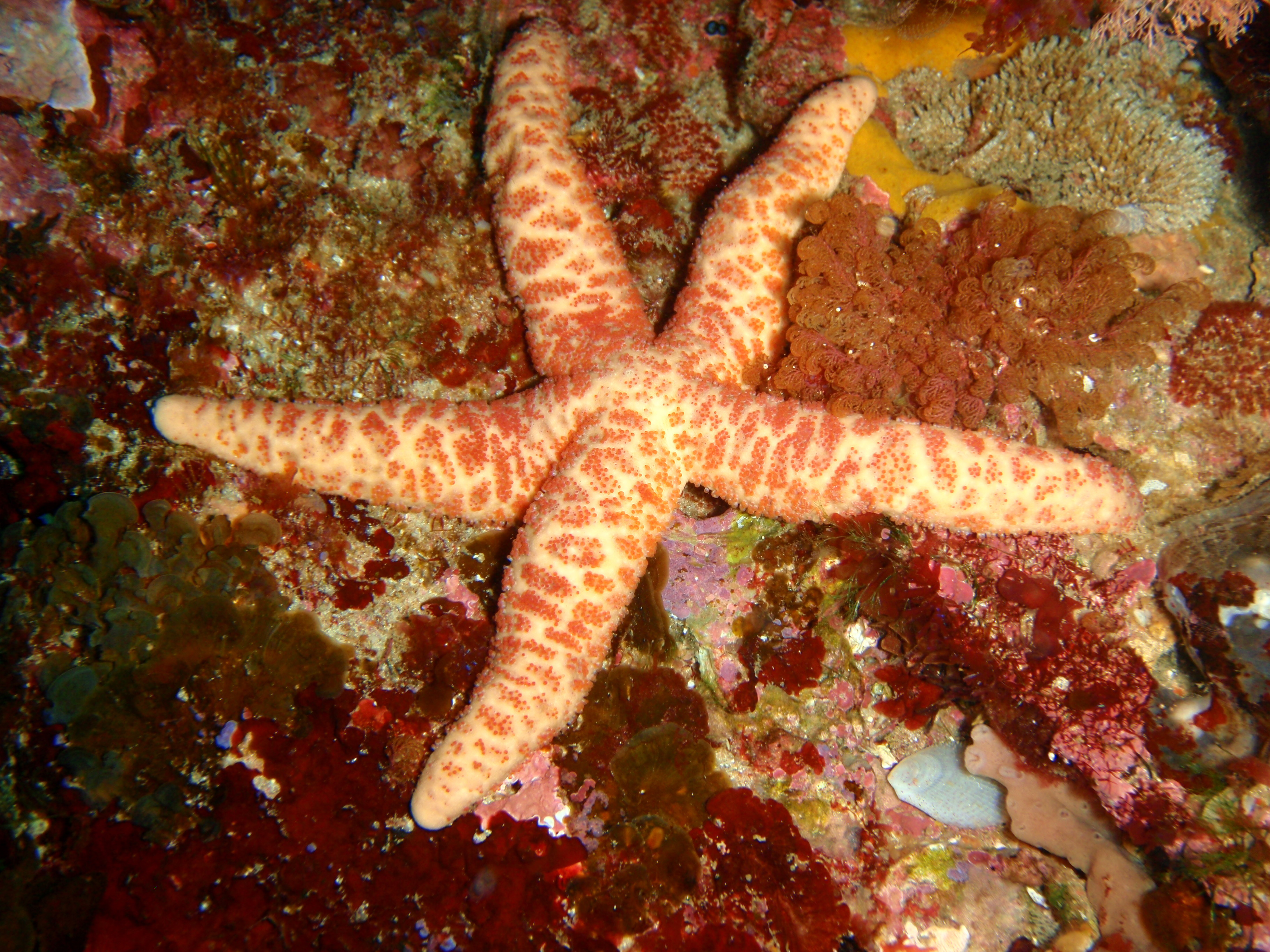
Echinaster arcystatus
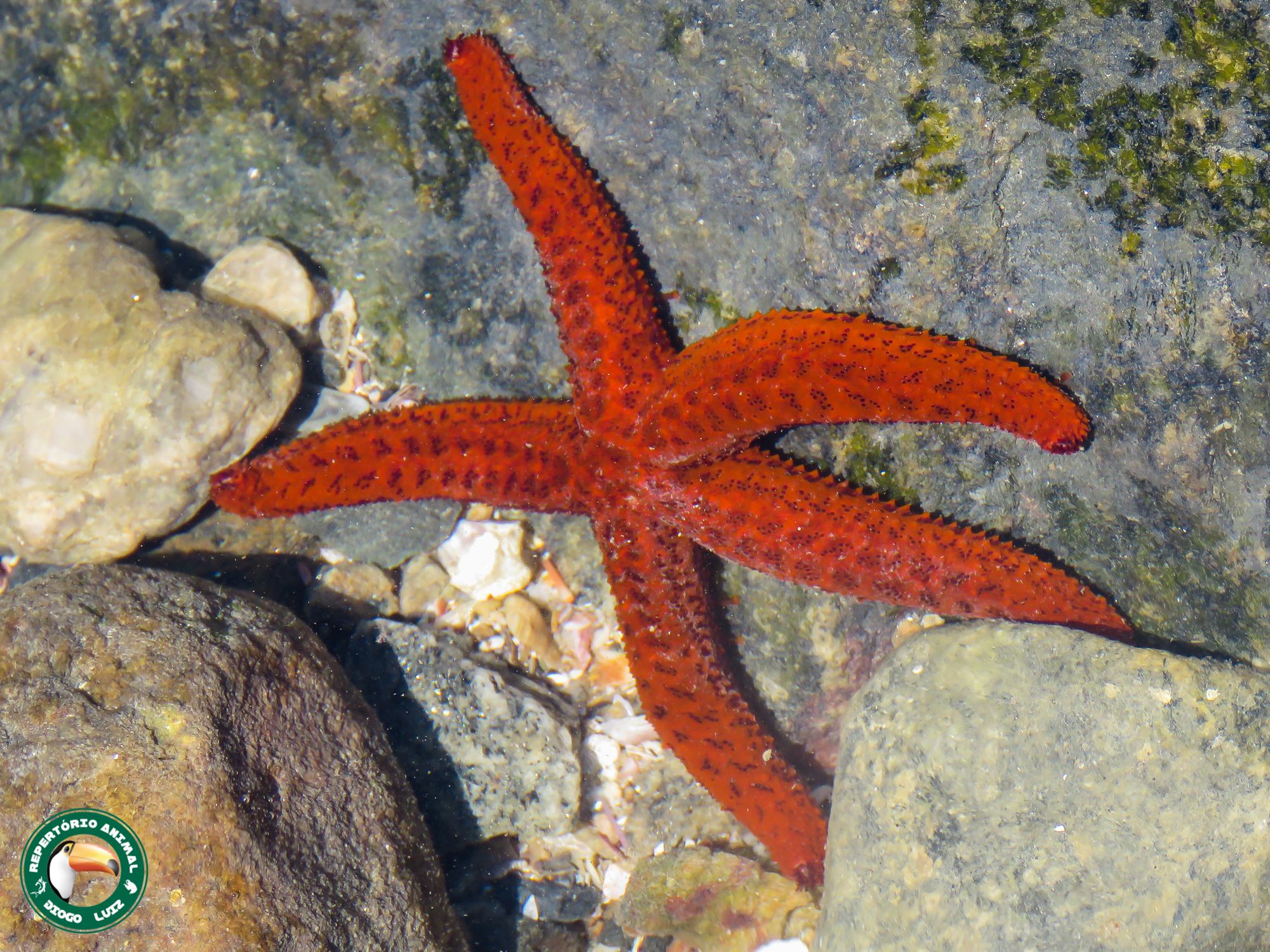
Echinaster brasiliensis
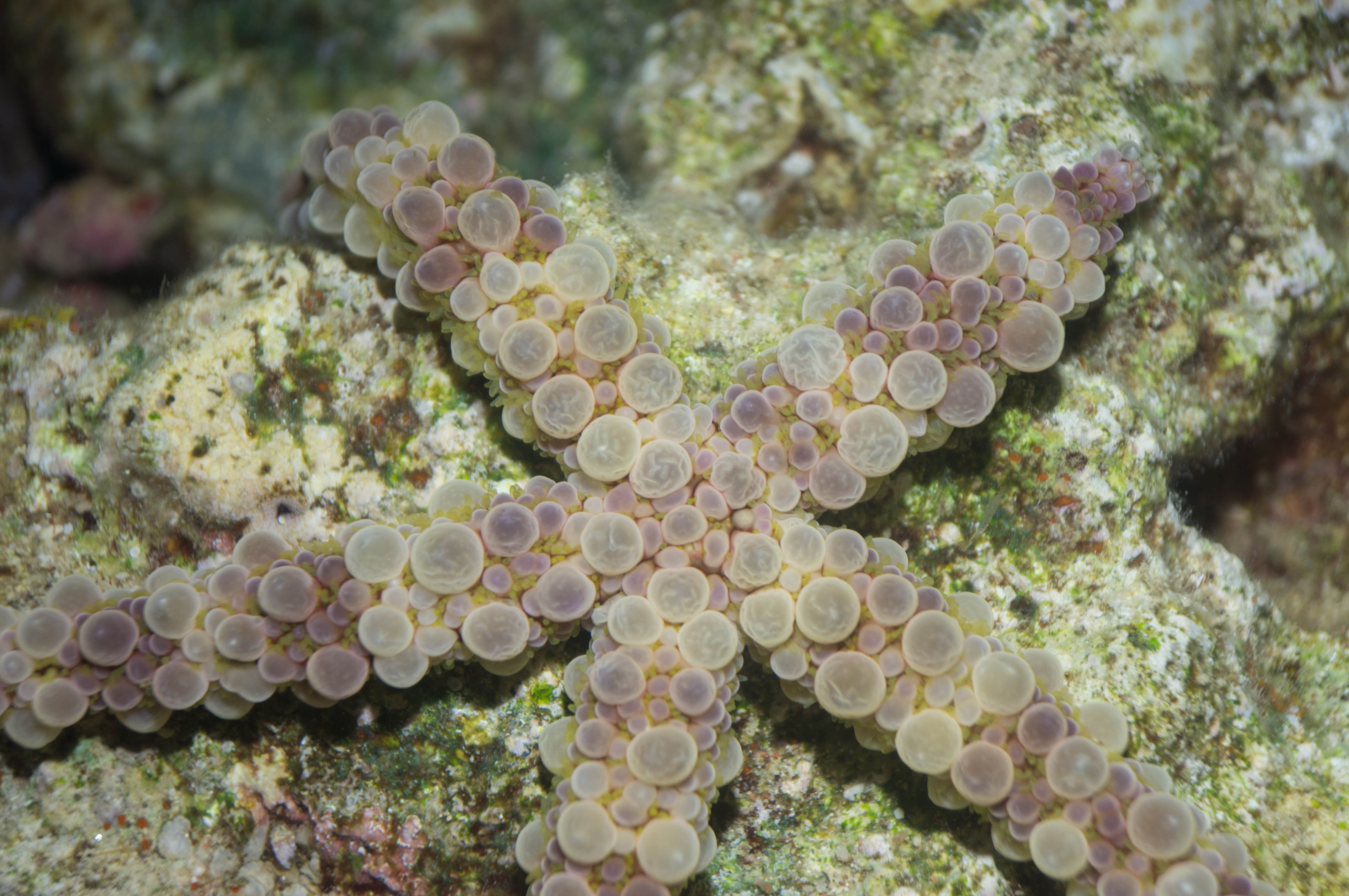
Echinaster callosus
Echinaster cribella
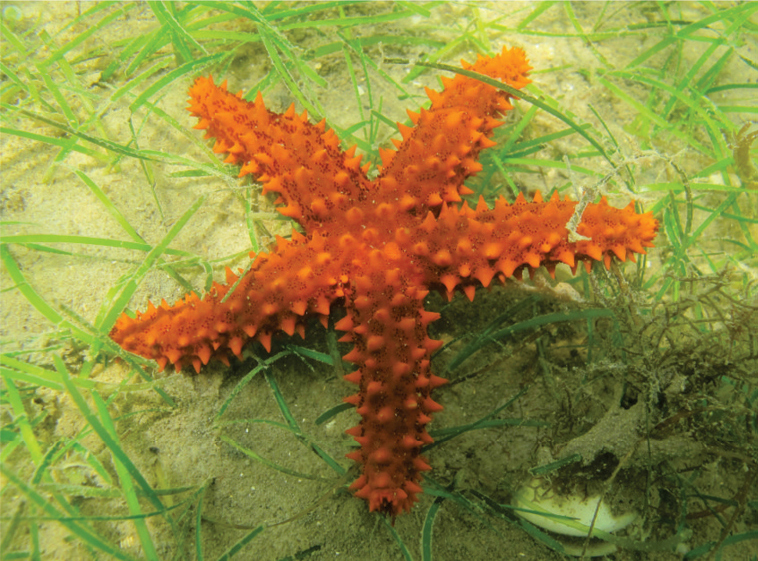
Echinaster echinophorus
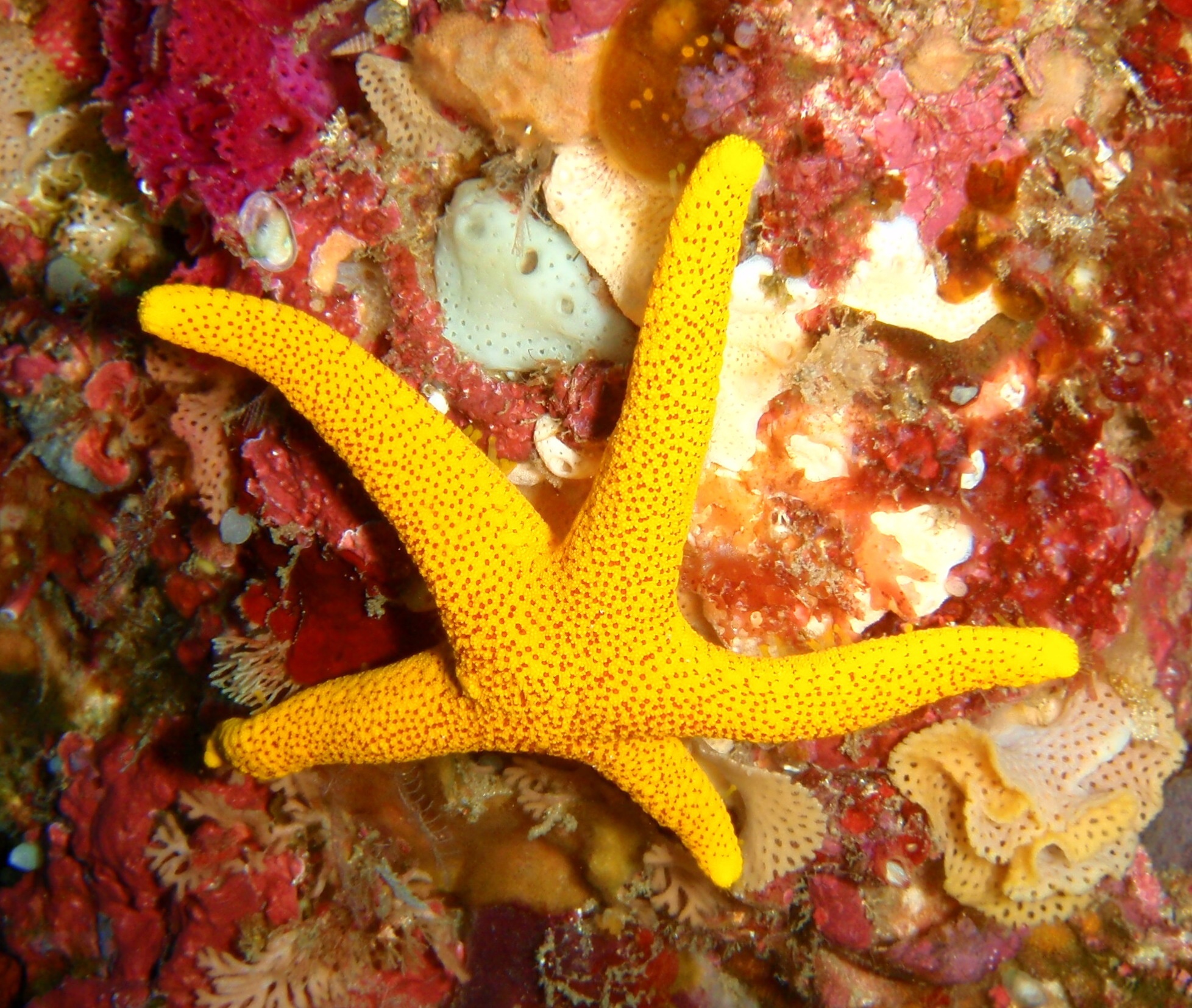
Echinaster glomeratus
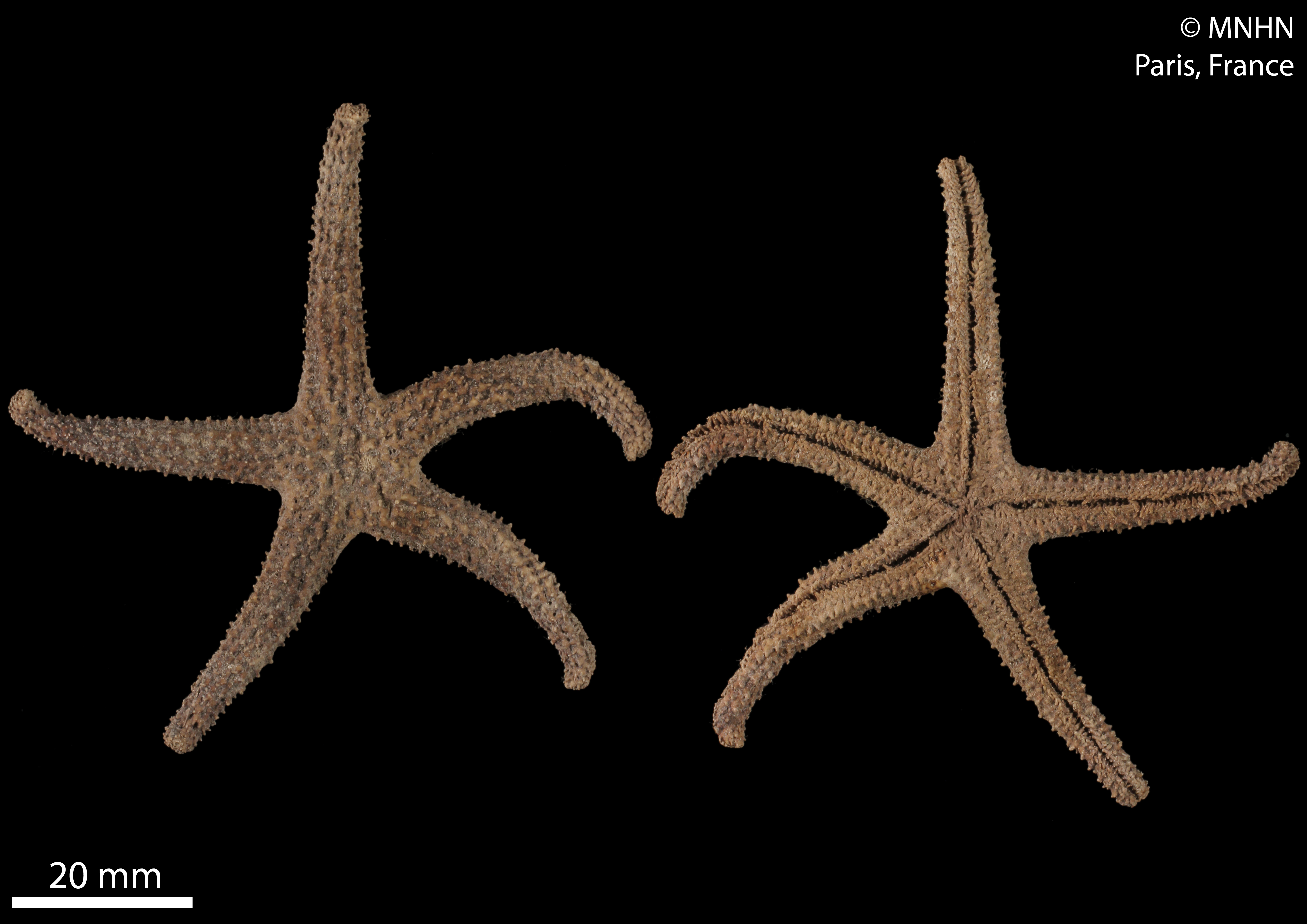
Echinaster gracilis
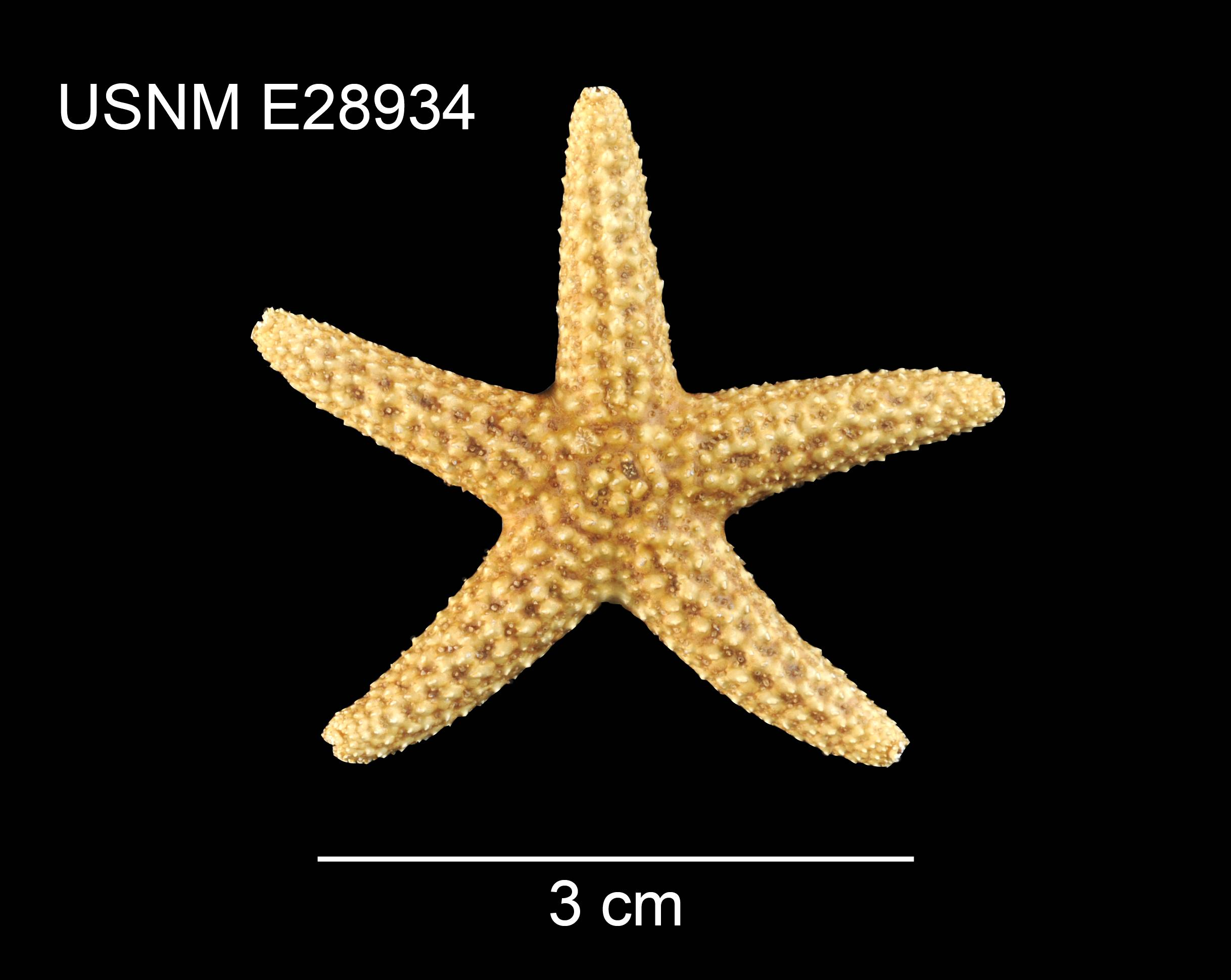
Echinaster graminicola
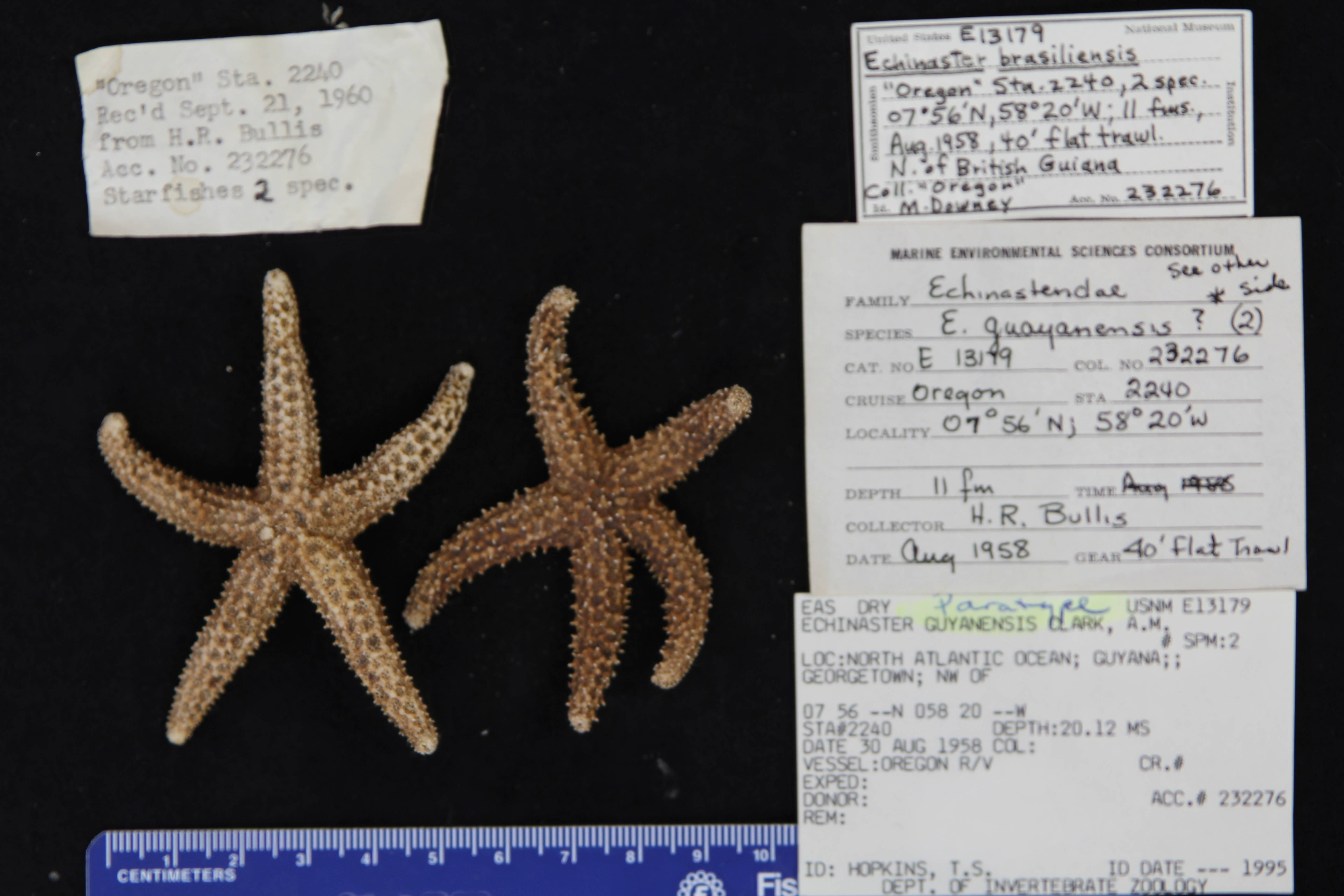
Echinaster guyanensis
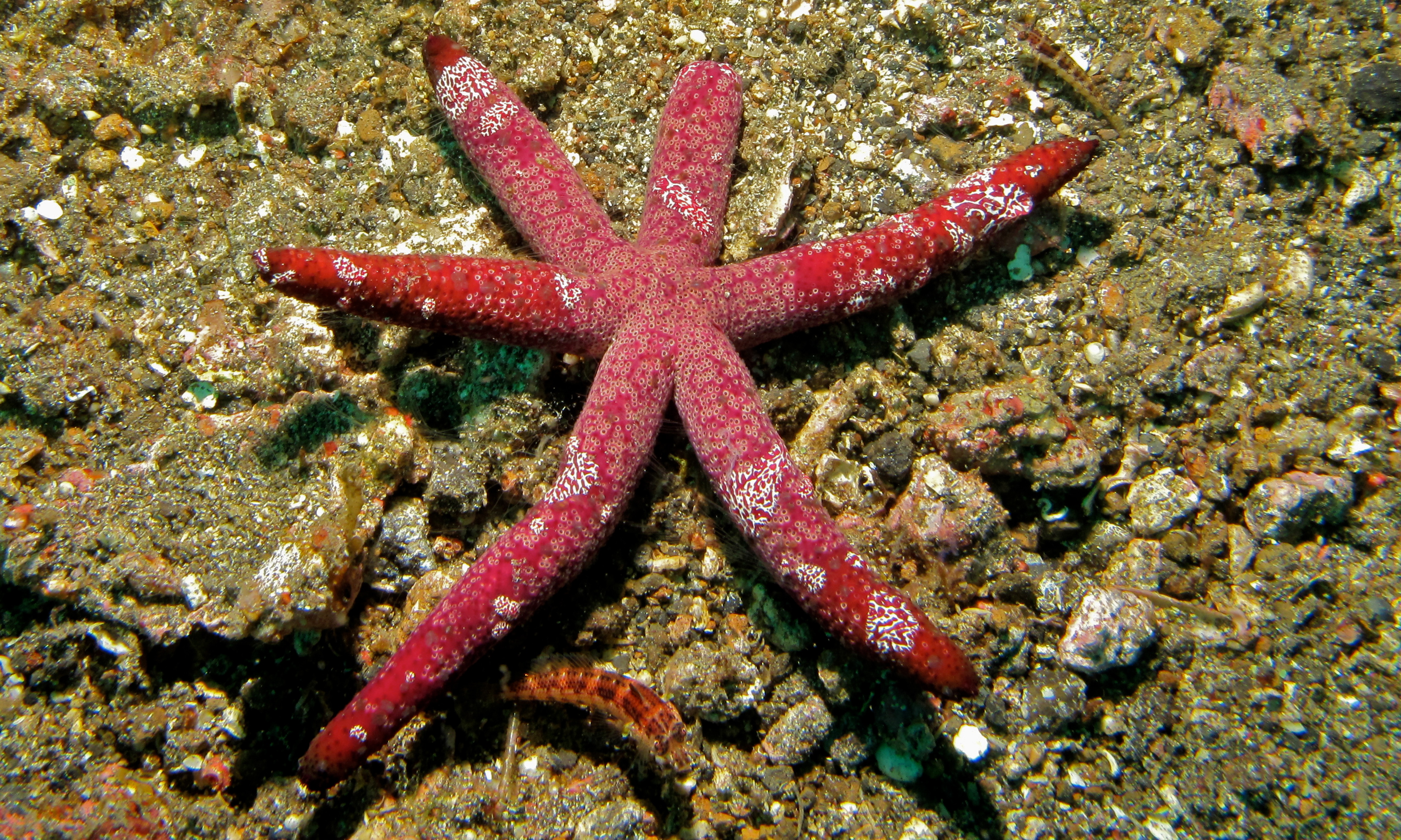
Echinaster luzonicus
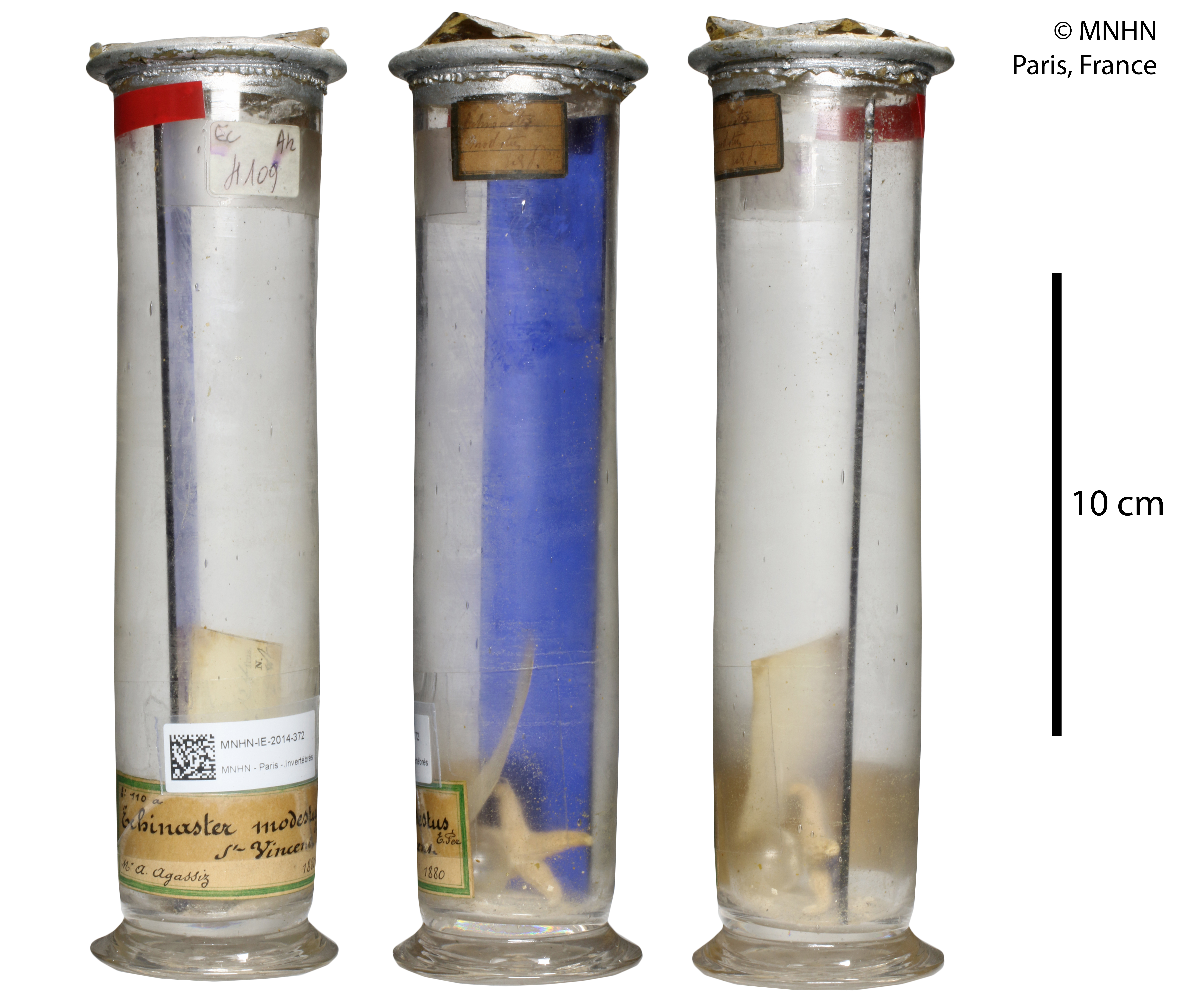
Echinaster modestus
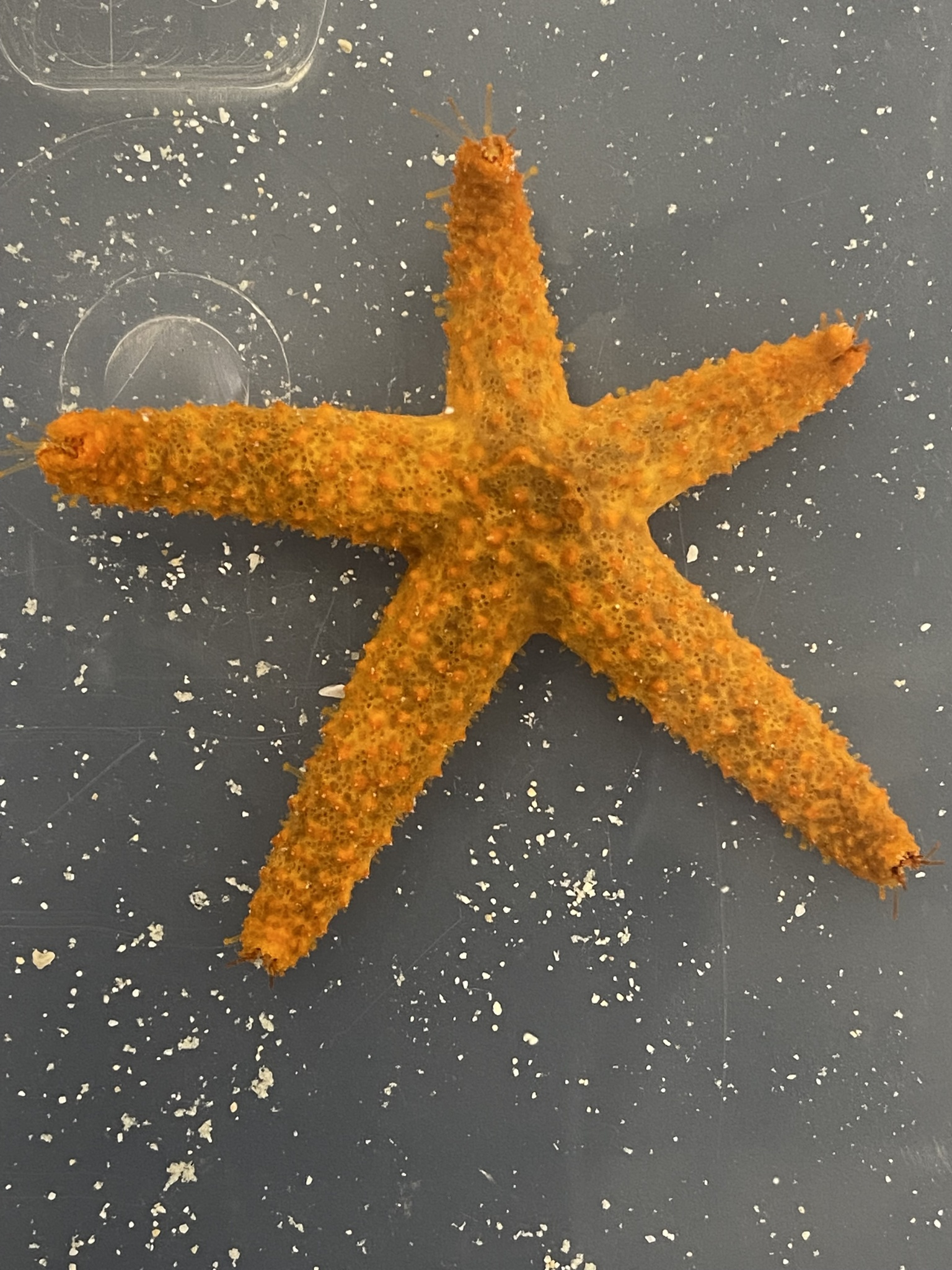
Echinaster paucispinus
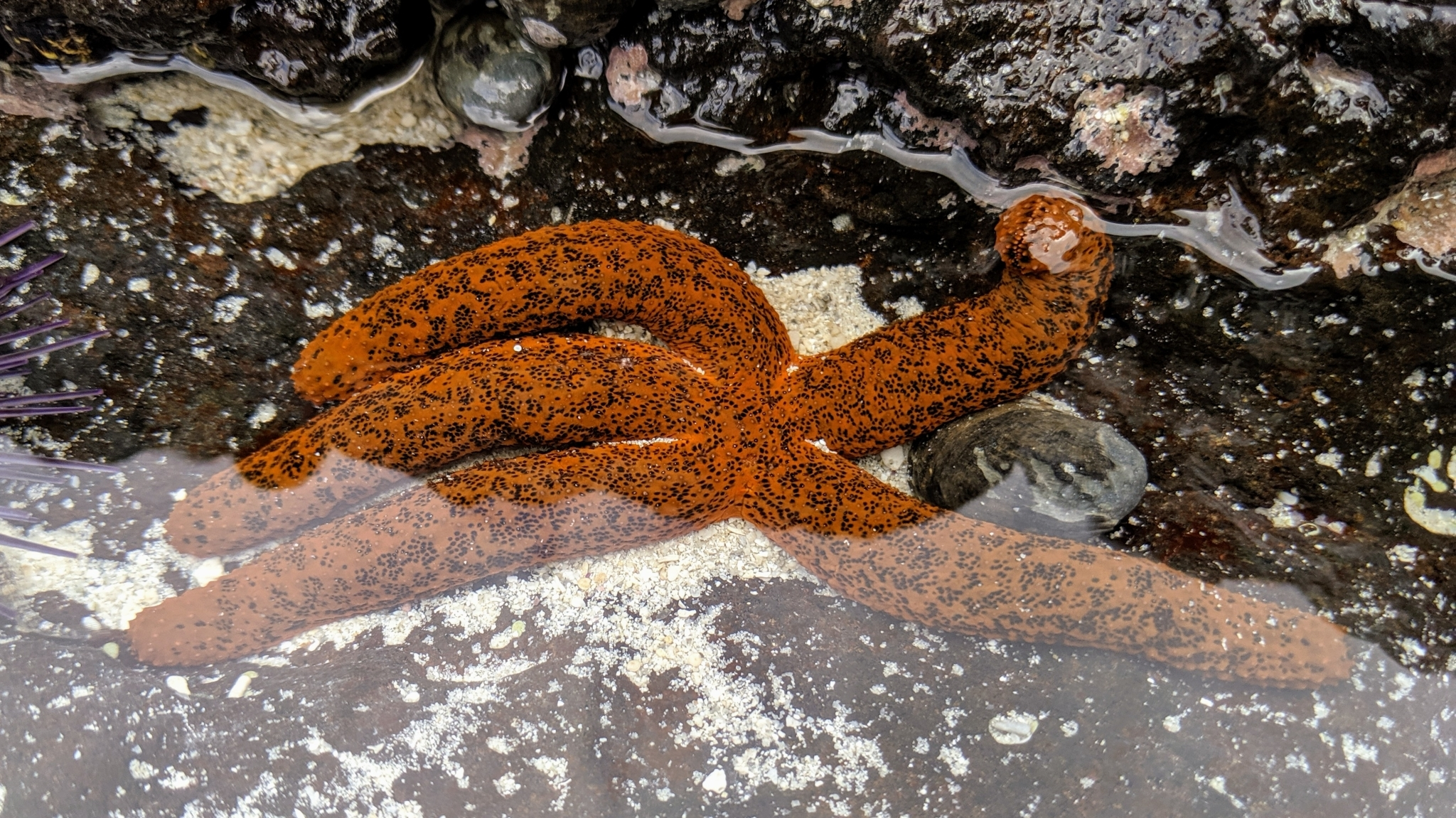
Echinaster purpureus
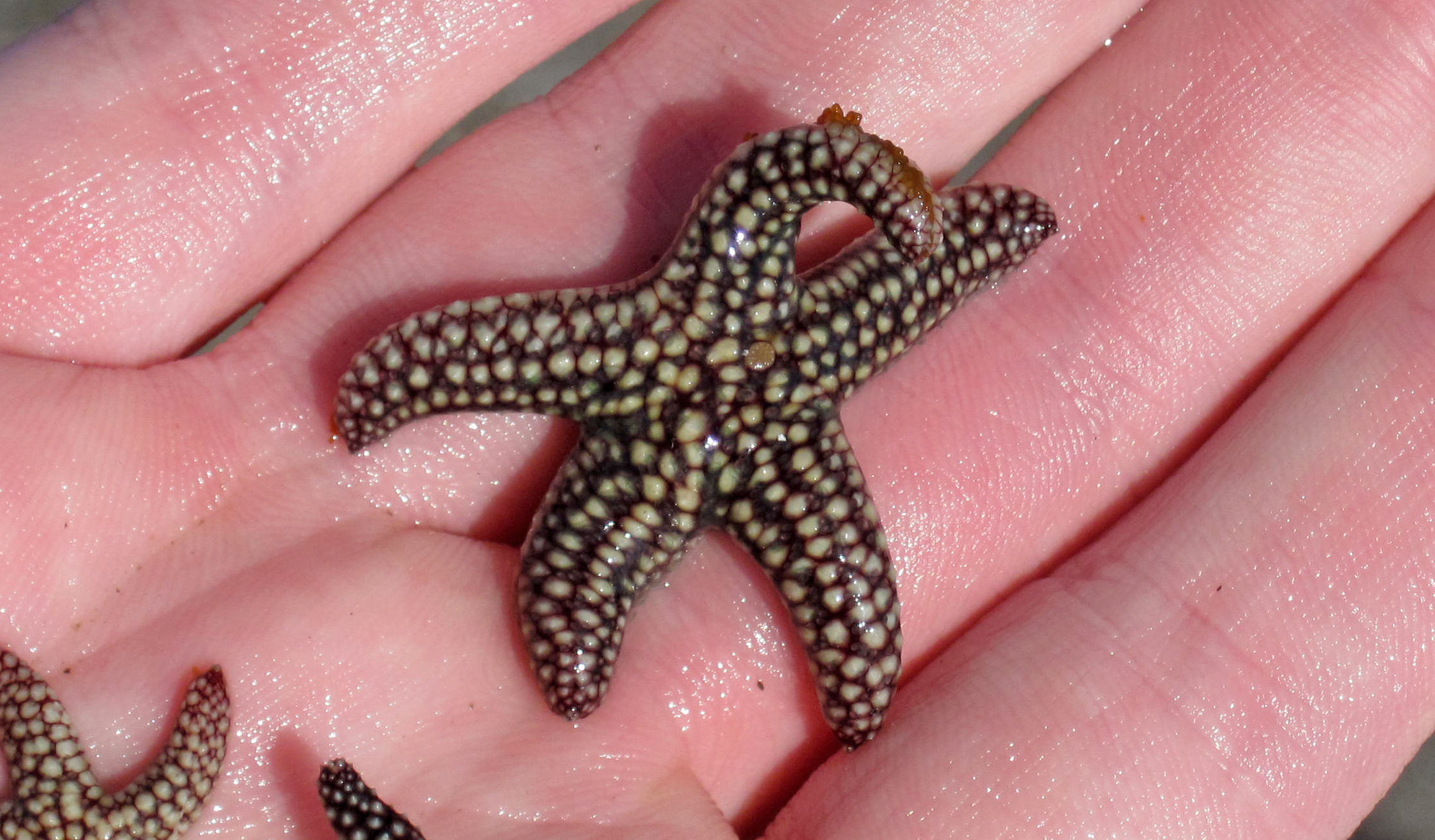
Echinaster sentus
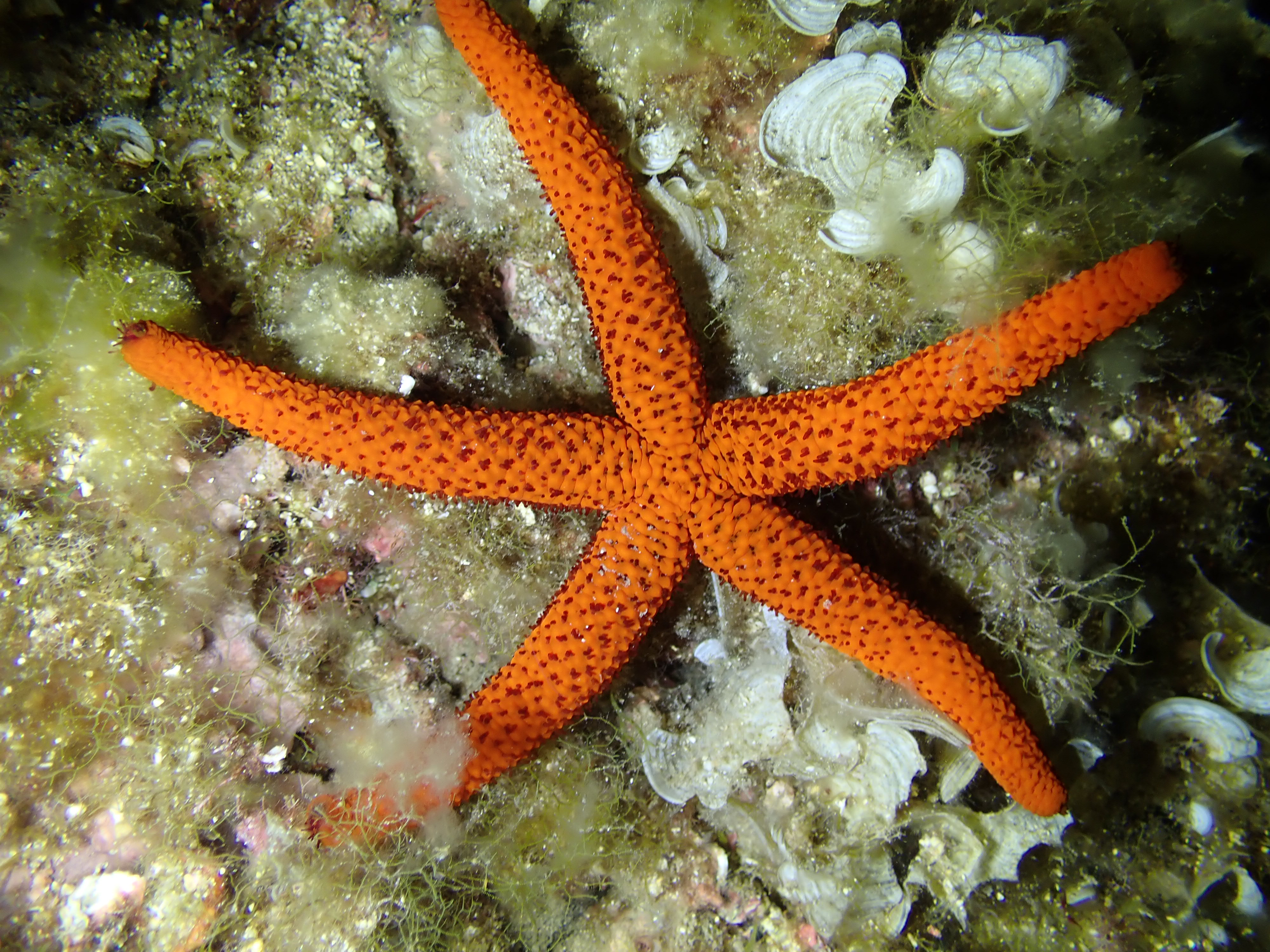
Echinaster sepositus
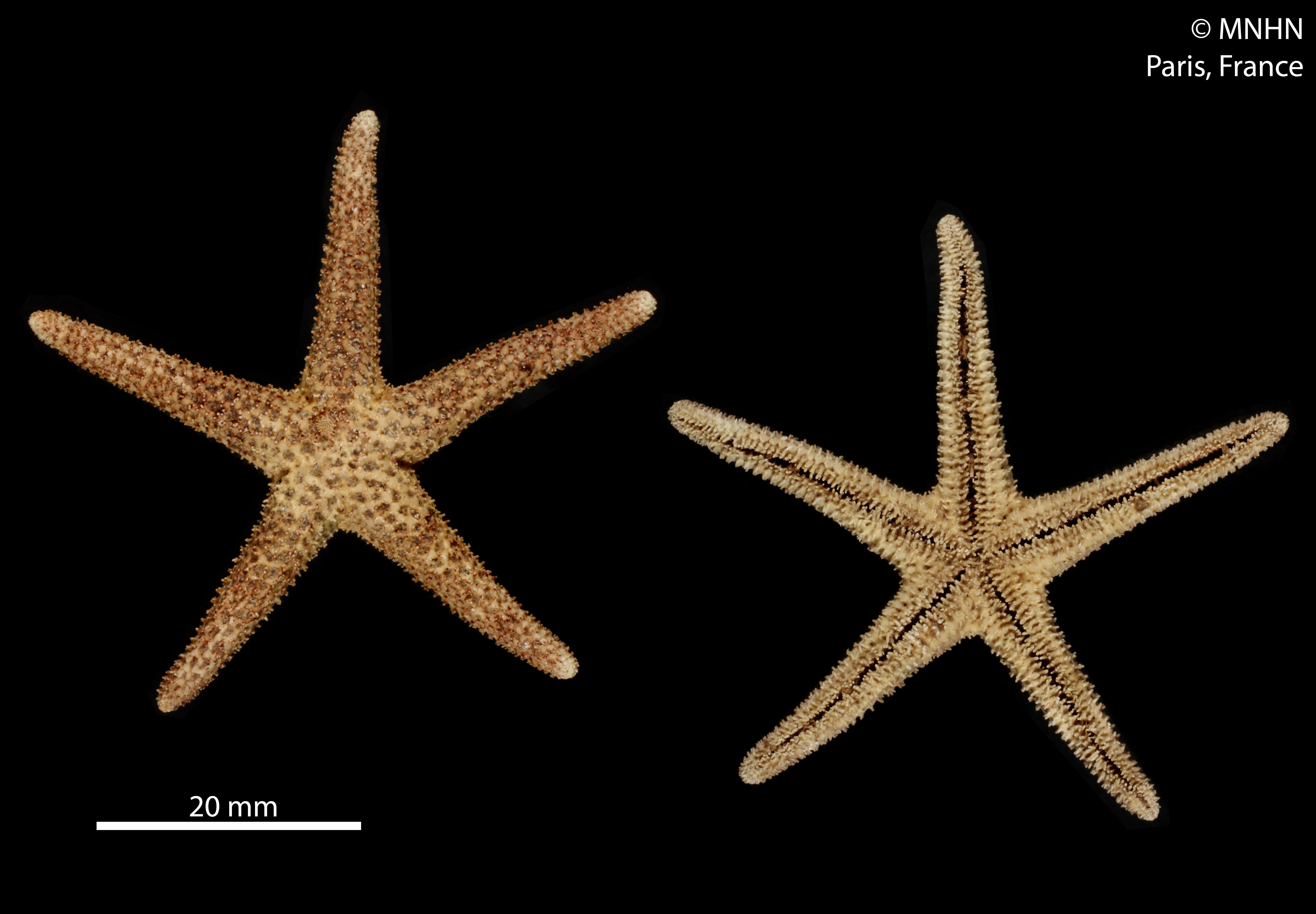
Echinaster serpentarius
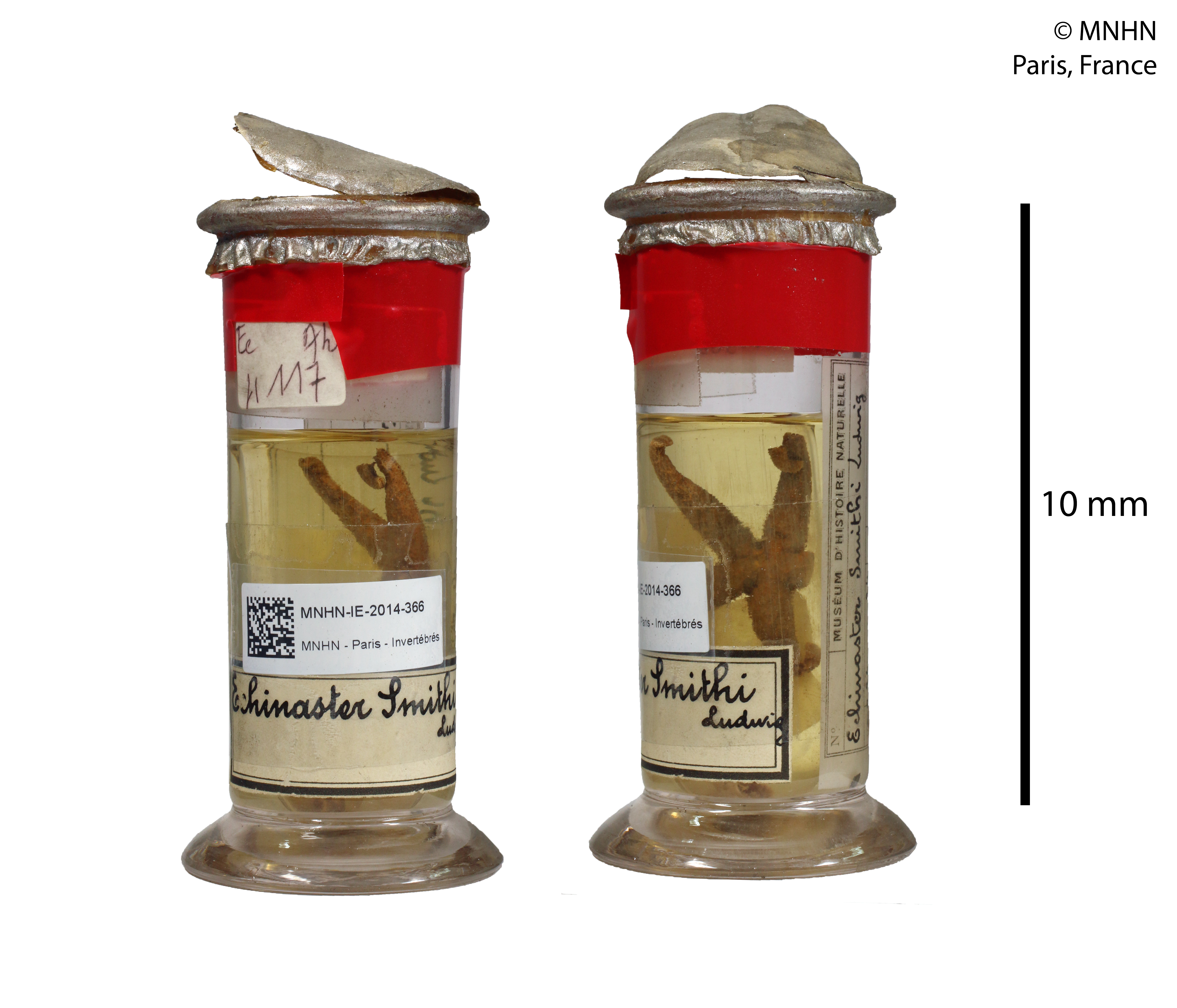
Echinaster smithi
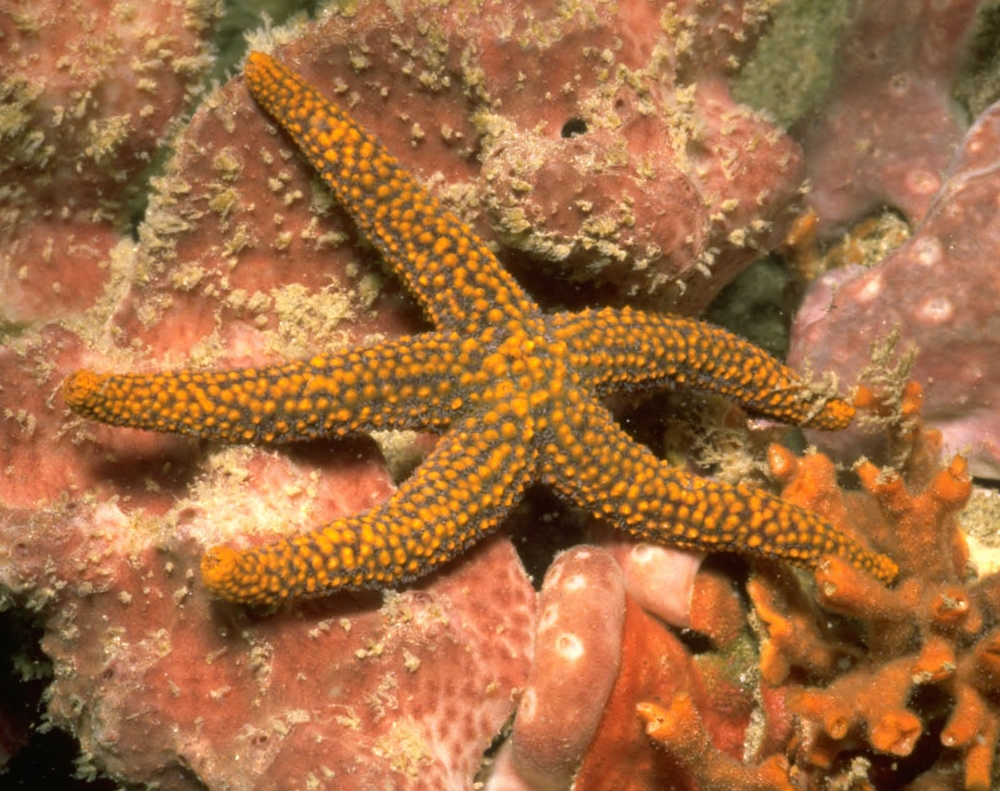
Echinaster spinulosus
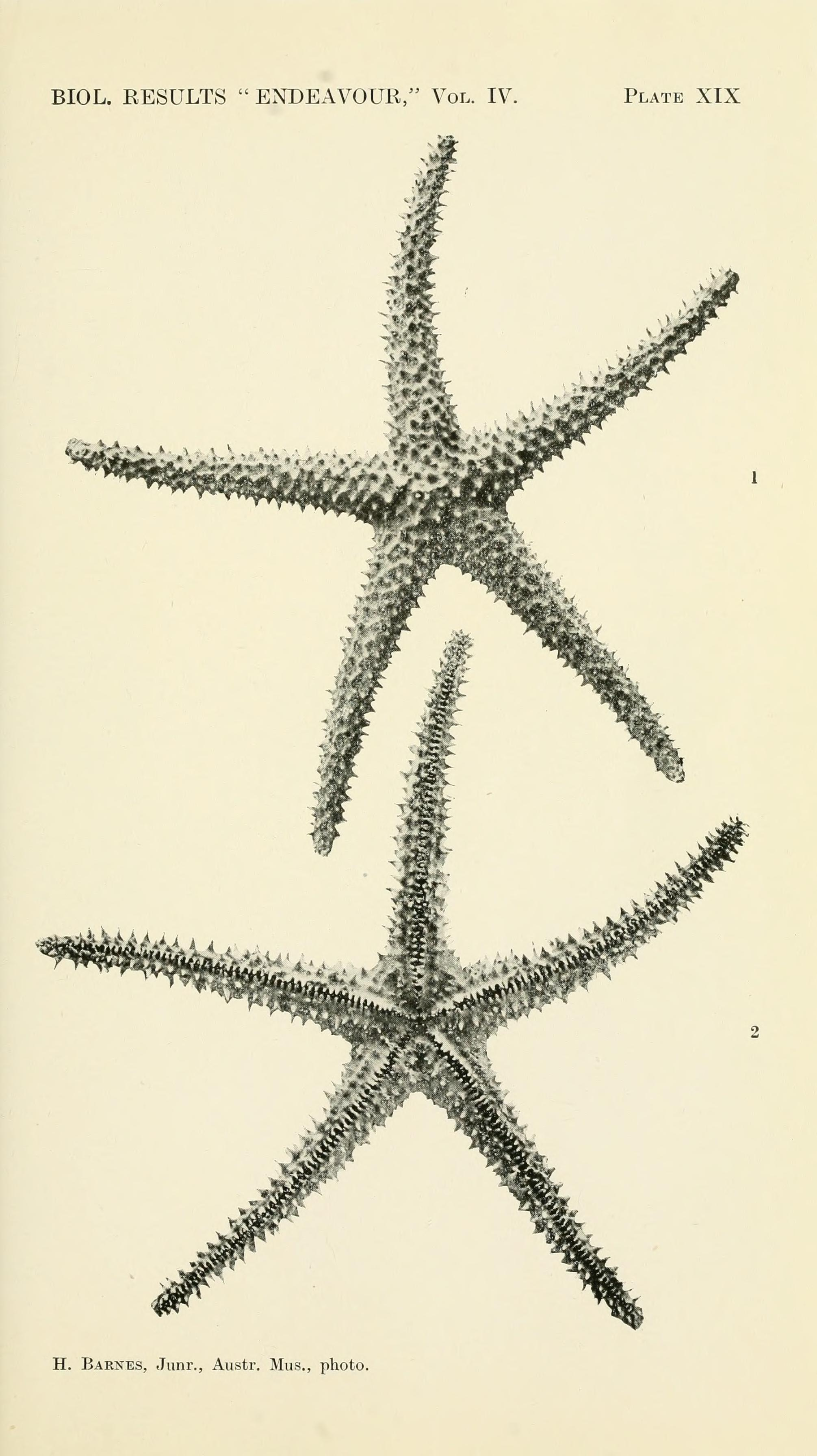
Echinaster stereosomus
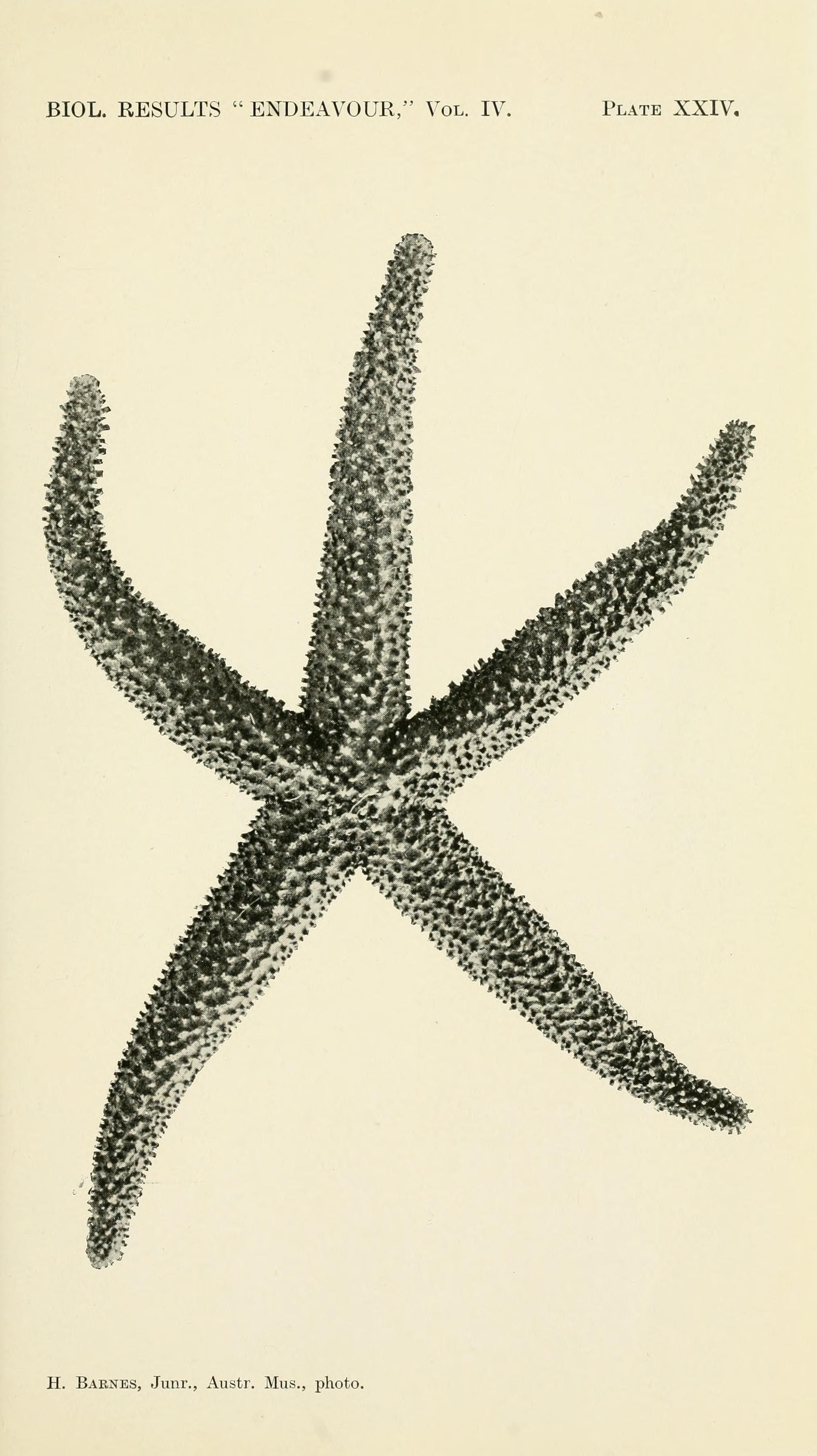
Echinaster superbus
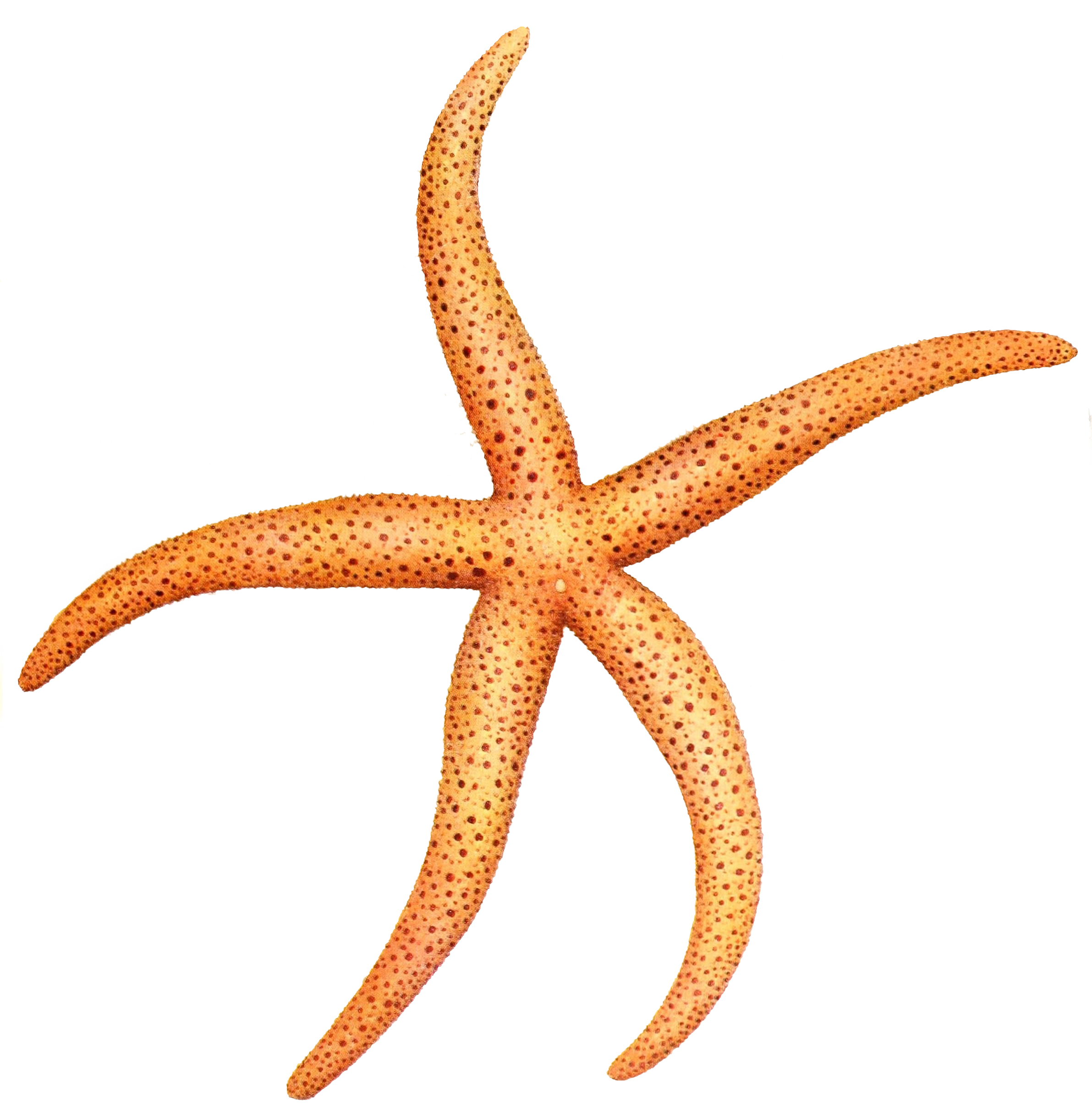
Echinaster varicolor